# Friedrich Lang (Politiker, 1785)
Heinrich Friedrich Cornelius Lang (* 24. März 1785 in Langenschwalbach; † 7. März 1873 ebenda) war ein deutscher Gastwirt und Politiker.
Lang war der Sohn des Wollenwebers Justus Christian Lang (* 28. Dezember 1750 in Langenschwalbach; † 13. November 1815 ebenda) und dessen Ehefrau Maria Elisabetha geborene Hotte (* 21. April 1755 in Biebrich am Rhein; † 9. Januar 1819 in Langenschwalbach), der Tochter des Schlossverwalters Gottfried Cornelius Hotte. Lang, der evangelischer Konfession war, heiratete um 1810/1811 Wilhelmine Amalie Johanna Sophia geborene Wisselink (* 31. März 1783 in Solingen; † 22. Juli 1813 in Langenschwalbach), die Tochter des Stadtsyndikus Dr. jur. Johann Hermann Wisselink und dessen Ehefrau Anna Catharina Lauterbach. In zweiter Ehe heiratete er am 24. Dezember 1815 in Langenschwalbach Elisabeth Ripp († 7. Juni 1867 in Langenschwalbach), der Tochter des Fuhrmanns Wilhelm Ripp. Aus dieser Ehe ging der Sohn Friedrich August (1822–1866) hervor.
Lang war beruflich Gastwirt in Langenschwalbach. 1832 wurde er Mitglied der Deputiertenkammer des Landtags des Herzogtums Nassau, gewählt aus der Gruppe der Gewerbetreibenden. Das Mandat wurde ihm jedoch aberkannt. An seiner Stelle wurde dann Nikolaus Schmölder gewählt, der das Mandat aus Protest nicht annahm. 1848 war er Mitglied des Frankfurter Vorparlaments. 1852–1857 war er Mitglied der Zweiten Kammer des Landtags des Herzogtums Nassau für den Wahlkreis XV Langenschwalbach/Wehen.